# Conteville (Eure)
Conteville è un comune francese di 914 abitanti situato nel dipartimento dell'Eure nella regione della Normandia.

## Società

### Evoluzione demografica
Abitanti censiti